# Che Li-feng
Che Li-feng (čínsky pchin-jinem Hé Lìfēng, znaky 何立峰; * 4. února 1955, Lung-jen, Fu-ťien) je čínský ekonom a politik, od března 2023 vicepremiér Čínské lidové republiky a od října 2022 člen politbyra ústředního výboru Komunistické strany Číny.
Předtím byl v letech 2017–2023 předseda Národní rozvojové a reformní komise Čínské lidové republiky v první a druhé Li Kche-čchiangově vládě a v letech 2018–2023 byl jedním z místopředsedů celostátního výboru Čínského lidového politického poradního shromáždění. V letech 2014–2017 byl místopředseda Národní rozvojové a reformní komise ČLR, v minulosti také v různých funkcích působil ve vedení měst Tchien-ťin, Sia-men, Fu-čou a Čchüan-čou.
Che je členem Komunistické strany Číny od roku 1981. Byl kandidátem 17. a 18. ústředního výboru, členem 19. ústředního výboru, a v současnosti je členem 20. ústředního výboru KS Číny a 20. politbyra ÚV KS Číny.

## Mládí a vzdělání
Che Li-feng se narodil 4. února 1955 v prefektuře Lung-jen v provincii Fu-ťien, přičemž jeho rodinný původ sahá do Sing-ningu v provincii Kuang-tung. V mládí byl během Kulturní revoluce vyslán pracovat do vodní elektrárny a zemědělské komuny v Jung-tingu ve Fu-ťienu. Poté v letech 1978–1984 absolvoval bakalářské a magisterské studium financí na Siamenské univerzitě. V červnu 1981 se stal členem Komunistické strany Číny. Roku 1998 obdržel doktorát z ekonomie na Siamenské univerzitě.

## Kariéra v provinciích

### Fu-ťien
V letech 1984–1995 zastával řadu funkcí ve vládě subprovinčního města Sia-men. Nejprve pracoval jako úředník a poté zástupce ředitele Kanceláře městské samosprávy (1985–1987), poté byl zástupce ředitele a následně ředitel siamenského městského finančního úřadu (1985–1990), stranický tajemník čtvrti Sing-lin v obvodu Ťi-mej (1990–1922), a nakonec v letech 1992–1995 zastával post místostarosty Sia-menu.
V době, kdy měl na starosti fiskální záležitosti Sia-menu, se seznámil se Si Ťin-pchingem, který tehdy zastával post místostarosty města. Che byl také mezi hrstkou hostů pozvaných na Si Ťin-pchingovu svatbu s Pcheng Li-jüan v roce 1987.
Roku 1995 se stal – nejprve úřadujícím, o rok později řádným – starostou města Čchüan-čou, přičemž ve funkci setrval do roku 1998, kdy byl jmenován tajemníkem čchüančouského městského výboru Komunistické strany Číny. Následně v letech 2000–2005 zastával post tajemníka stranického výboru Fu-čou, hlavního města provincie Fu-ťien, a v letech 2005–2009 byl stranickým tajemníkem Sia-menu. V říjnu 2007 byl na XVII. sjezdu Komunistické strany Číny zvolen kandidátem 17. ústředního výboru.

### Tchien-ťin
V roce 2009 byl jmenován zástupcem tajemníka městského výboru KS Číny v Tchien-ťinu, jednom ze čtyř čínských přímo spravovaných měst na úrovni provincie a jedné z největších čínských metropolí. Ve funkci zůstal do roku 2012. Na XVIII. sjezdu Komunistické strany Číny v roce 2012 byl opětovně zvolen kandidátem 18. ústředního výboru. Poté se v roce 2013 stal předsedou tchienťinského městského výboru Čínského lidového politického poradního shromáždění, přičemž ve funkci zůstal do roku 2014.

## Vládní působení

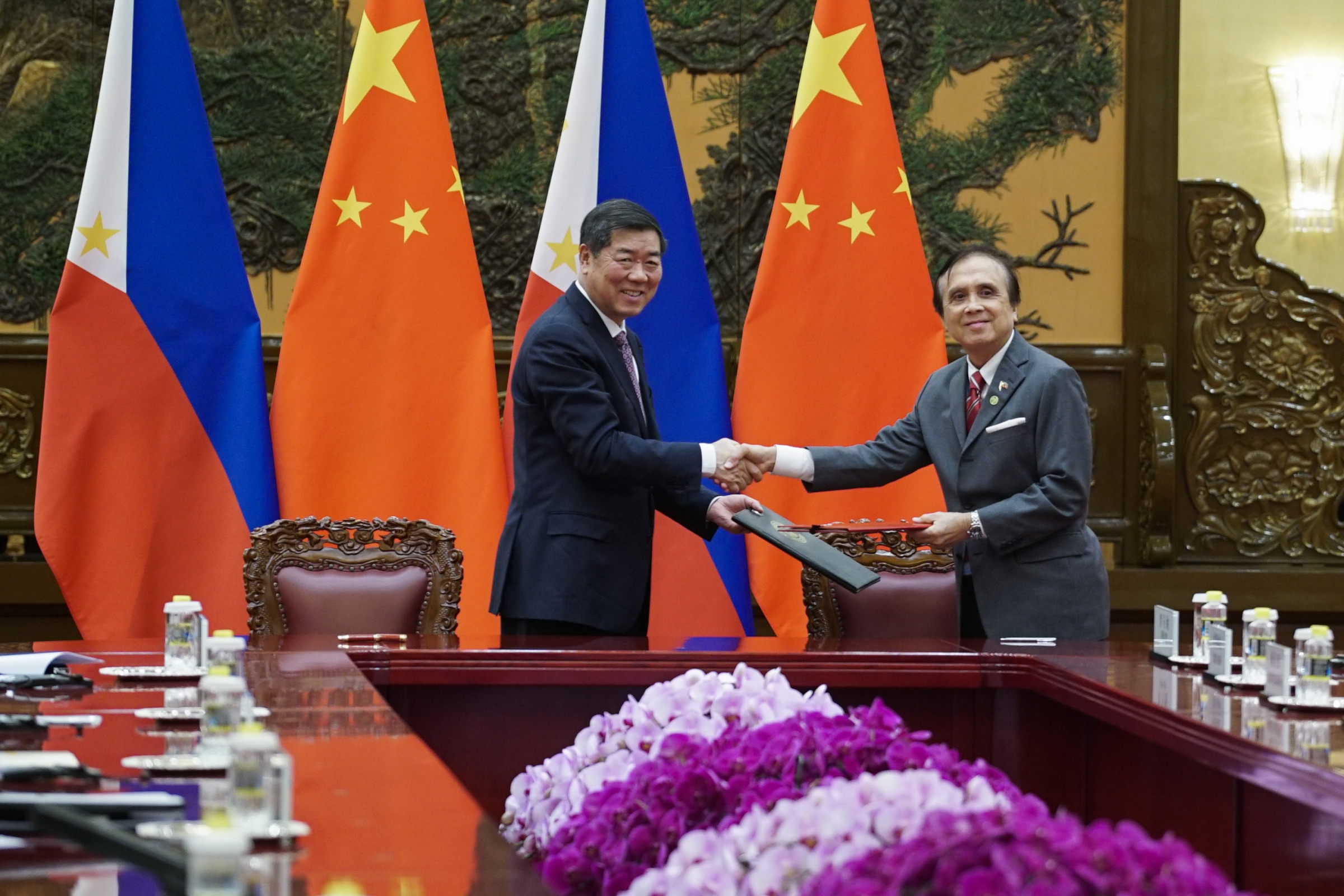
Che Li-feng a Ernesto Pernia při podpisu dohody o spolupráci mezi Čínou a Indonésií v roce 2019.

V roce 2014 byl jmenován místopředsedou Národní rozvojové a reformní komise, tedy do funkce na úrovni náměstka ministra. O necelé tři roky později, 24. února 2017, byl jmenován předsedou Národní rozvojové a reformní komise ČLR a stal se tak ministrem v první Li Kche-čchiangově vládě. Jeho jmenování bylo vnímáno jako posílení vlivu prezidenta Si Ťin-pchinga nad portfoliem, které tradičně spadá do gesce premiéra.
Na XIX. sjezdu Komunistické strany Číny na podzim téhož roku byl zvolen členem 19. ústředního výboru KS Číny. Předsedou Národní rozvojové a reformní komise zůstal i ve druhé Li Kche-čchiangově vládě poté, co byl formálně znovuzvolen 19. března 2018. Ve funkci setrval do 11. března 2023, kdy jej nahradil Čeng Šan-ťie.
Na XX. stranickém sjezdu v říjnu 2022 byl zvolen členem 20. ústředního výboru Komunistické strany Číny, a následně také členem 20. politbyra ÚV KS Číny. 12. března 2023 byl jmenován vicepremiérem, resp. místopředsedou Státní rady Čínské lidové republiky.